# Neuhaus am Inn
Neuhaus am Inn je obec v německé spolkové zemi Bavorsko, v zemském okrese Pasov ve vládním obvodu Dolní Bavorsko. Obec přes řeku Inn sousedí s Rakouskem.
Žije zde přibližně 3 600 obyvatel.